# Медаль «За спасение утопающих»
Медаль «За спасение утопающих» — государственная награда СССР, Российской Федерации и Приднестровской Молдавской Республики. 
Учреждена Указом Президиума Верховного Совета СССР от 16 февраля 1957 года. Автор рисунка — художник А. Ф. Шебалков.

## Положение о медали
Медалью награждались работники спасательной службы и другие граждане СССР, а также лица, не являющиеся гражданами СССР, за:
- смелость и самоотверженность, проявленные при спасении людей на воде;
- за высокую бдительность и находчивость, в результате чего были предупреждены несчастные случаи с людьми на воде;
- за образцовую организацию спасательной службы на воде.

Медаль «За спасение утопающих» носится на левой стороне груди и при наличии других медалей СССР располагается после медали «За отвагу на пожаре».
Награждение производилось на основании Указа Президиума Верховного Совета СССР и от имени Президиума Верховного Совета СССР.
Положение о медали изменялось в 1967 и 1980 годах.

## Описание

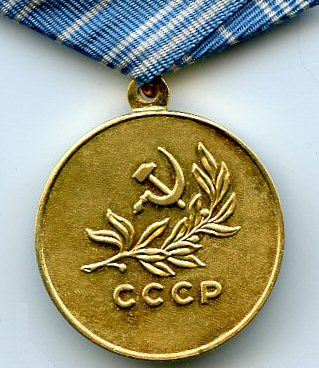
Реверс медали, СССР

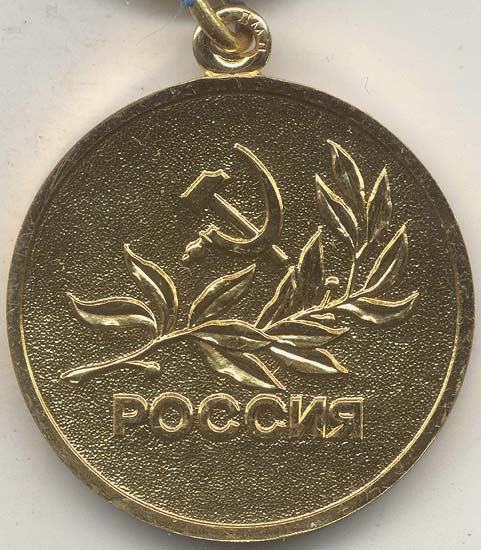
Реверс медали, Россия, 1992—1994 гг.

Медаль «За спасение утопающих» круглая, диаметром 32 мм, изготавливается из латуни с применением оксидирования.
На лицевой стороне медали помещено изображение спасателя во время буксировки утопающего в воде. Вдоль верхнего края медали — надпись «За спасение», в нижней части медали — «утопающих».
На оборотной стороне медали изображены серп и молот, ниже которых — лавровая ветвь и надпись «СССР». Медаль с лицевой и оборотной стороны окантована выпуклым бортиком.
В верхней части медали имеется ушко, которым медаль при помощи кольца соединена с пятиугольной металлической колодкой. С оборотной стороны колодки — приспособление для крепления медали к одежде. Колодка покрыта шёлковой муаровой лентой синего цвета с тремя по краям и одной посередине продольными белыми полосками. Общая ширина ленты 24 мм.

## Постсоветская история медали
Последнее награждение медалью в СССР состоялось 20 мая 1991 года.
В соответствие с Указом Президиума Верховного совета Российской Федерации от 2 марта 1992 года № 2424-1 медаль бывшего СССР, с аналогичным названием, осталась в наградной системе России. Надпись на реверсе «СССР» была заменена на надпись «РОССИЯ», с сохранением серпа и молота.
Награждения данной медалью в Российской Федерации производилось с 1992 по 1994 год. Было произведено несколько награждений.
В соответствие с Указом Президента Российской Федерации от 2 марта 1994 года № 442 медаль отсутствует в системе государственных наград России, вместо советской медали была введена российская медаль «За спасение погибавших».